# Suruchin
Die Suruchin ist eine Schlag- und Wurfwaffe von den Ryūkyū-Inseln (Japan).

## Beschreibung
Der Ursprung des Suruchin liegt in der Steinzeit, in der man es zur Verteidigung gegen wilde Tiere benutzte (ähnlich der Bola). Ursprünglich wurde das Seil aus Baumrinde (Ryūkyū: Surukaa) hergestellt, die dem Gerät seinen Namen gab. Das Suruchin kann eine Seillänge von 3, 5, 6 und 8 Shaku haben. Es wird verwendet, um es gegen den Gegner zu werfen, so dass es sich um dessen Körper wickelt, kann aber auch als Schlagwaffe benutzt werden.
- Das Manriki Gusari, als Pendant dazu, besteht aus einer Kette mit ebenfalls zwei Gewichten.

- Ebenso findet sich in Südamerika eine Darstellung von zwei Kugeln an einer Schnur um 1603.

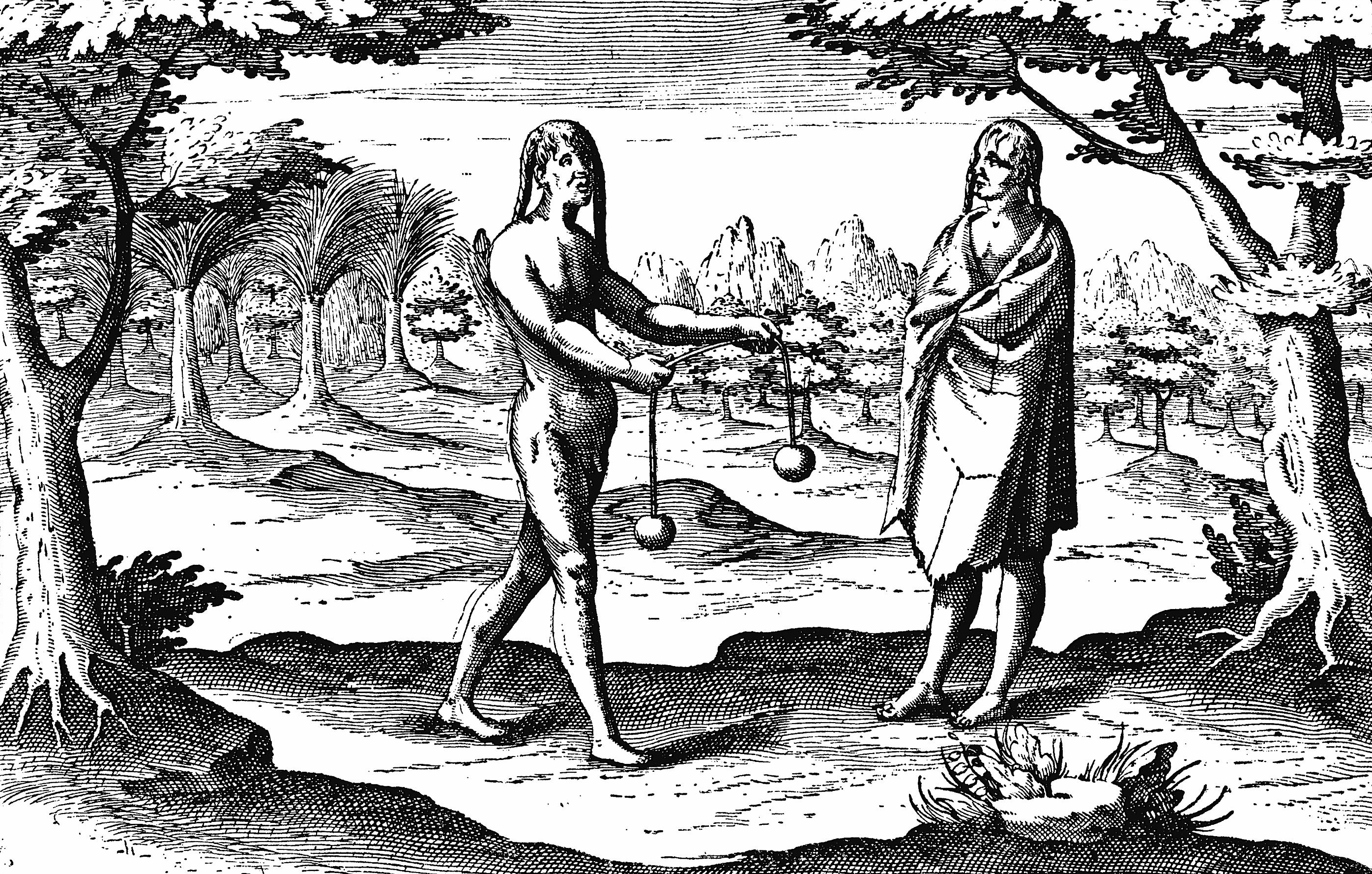
Historische Darstellung aus Uruguay von Indianern am Río de la Plata
(Hendrick Ottsen, 1603)